# Nataša Konc Lorenzutti
Nataša Konc Lorenzutti, slovenska igralka, pisateljica pesnica, * 20. junij 1970, Kranj

### Delo
V tretjem letniku (1992) je prejela fakultetno Prešernovo nagrado za vlogo Ofelije. Med letoma 1993 in 1995 je bila angažirana v Slovenskem ljudskem gledališču v Celju, med letoma 1995 in 1999 pa v Primorskem dramskem gledališču v Novi Gorici. Leta 1997 je diplomirala z vlogo Ane v Sodnem dnevu in diplomskim delom z naslovom Privid resničnosti.
Zatem je prenehala službovati v Primorskem dramskem gledališču (1999) in pridobila status samostojne ustvarjalke. Sodelovala je z Zavodom za šolstvo kot soavtorica učnega načrta za umetniško gimnazijo dramsko-gledališke smeri in prenovljene filmsko-gledališke smeri. Od leta 2006 do 2020 je poučevala igro in govor na umetniški gimnaziji smeri film in gledališče, na Gimnaziji Nova Gorica. Od septembra 2020 dalje je polno samozaposlena v kulturi. 
Je članica Društva slovenskih pisateljev, Slovenske matice in Slovenskega centra PEN, pri DSP vodi sekcijo za otroško in mladinsko književnost.

### Študij
Po končani Srednji šoli za oblikovanje in fotografijo v Ljubljani leta 1989 je nadaljevala študij na Akademiji za gledališče, radio, film in televizijo v Ljubljani, smer dramska igra in umetniška beseda. Leta 2008 je zaključila pedagoško-andragoško izobraževanje na Pedagoški fakulteti v Ljubljani ter opravila strokovni izpit v vzgoji in izobraževanju. Leta 2010 je zagovarjala magistrsko delo z naslovom Plasti ustvarjene besede v pisni in govorni podobi avtorske proze na AGRFT, smer umetniška beseda, ter pridobila naslov magistrica umetnosti.

### Ustvarjalni opus
Uveljavlja se predvsem kot mladinska pisateljica, piše pa tudi za odrasle. Napisala je nekaj scenarijev za igrane oddaje Otroškega in mladinskega programa RTV Slovenija.
Z dijaki dramsko-gledališkega oddelka Gimnazije Nova Gorica je uprizarjala avtorske mladinske igre (Društvo starejših bratov 2012, Kekec gor, Kekec dol 2013, Reci gladko tetanus 2014, O pravljici, ki je ni nihče povedal 2015, Lica kot češnje 2016, Gremo mi v tri krasne 2017) in pripravljala uprizoritve del, ki so bila predpisana za esej pri splošni maturi, bodisi pri slovenščini bodisi pri izbirnem predmetu zgodovina in teorija drame in gledališča: Konje krast 2013, Veliki briljantni valček 2014 (dokončanje režije Marjana Bevka), Češnjev vrt (A. P. Čehov) 2016, Alamut (V. Bartol, dramatizacija D. Jovanović, Nataša K. Lorenzutti) 2017, Ubežni delci (Anne Michaels, dramatizacija Nataša K. Lorenzutti) 2018, Ugasniti luč, a ne umreti (priredba drame Antigona zdaj Evalda Flisarja, s poezijo Barbare Korun) 2019, Tri zime (Tena Štvičić) 2020.
Skupaj z režiserko Majo Weiss je ustvarila celovečerni kinematografski dokumentarni film z naslovom Zajeti v izviru -- Slovenski otroci Lebensborna (Bela film 2023). Svetovno premiero je film doživel v Frankfurtu, oktobra 2023, slovensko pa na Festivalu dokumentarnega filma v Cankarjevem domu v Ljubljani, kot otvoritveni film, marca 2024.

### Zasebno
Z družino živi v Oseku pri Novi Gorici. Ima pet otrok in sicer tri hčere in dva sina.

### Mladinska dela
- Pod Marijinim plaščem, šmarnice za otroke, 2004
- Lučka, zgodba o rojstvu, 2004
- Ravno prav velik, 2006
- Skrivališče, 2007
- Mi smo slike, 2007
- Krilate in kosmate basni, 2010
- Nihče ne ve, 2011
- Poleti letim, 2011
- Kakšno drevo zraste iz mačka, 2012
- Cufkova podeželska pustolovščina, 2012
- Enajstnik, 2012
- Društvo starejših bratov, 2013
- O pravljici, ki je ni nihče povedal, 2014
- Lica kot češnje, 2015
- Kdo je danes glavni, 2015
- Avtobus ob treh, 2016
- Nisem smrklja, 2017
- Zvezek in brezvezek, 2018
- Gremo mi v tri krasne, 2020
- Tronci, 2021
- To ni pismo, 2023
- Jutri bom siten kot pes, 2023
- Priročnik za prelisičenje, 2025

### Dela za odrasle
- Jezik molka in druge zgodbe, 2009
- Kava pri dišečem jasminu, 2013
- Bližina daljave, 2017
- Beseda, ki je nimam, 2021
- Senca brez človeka, 2023

## Nagrade in priznanja
- Priznanje zlata hruška 2016 za najboljše slovensko mladinsko delo v letu 2015: Kdo je danes glavni, založba Miš (ilustr. Tanja Komadina);
- Nagrada svetlobnica (založba Družina) 2016 za roman Bližina daljave.
- Projekt Rastem s knjigo za sedmi razred OŠ, 2018/19, roman Avtobus ob treh.
- Uvrstitev na častno listo mednarodne zveze za mladinsko književnost IBBY, 2020, za otroško knjigo Zvezek in brezvezek
- Projekt Rastem s knjigo za prvi letnik srednjih šol, 2021/22
- Priznanje Slovenske sekcije IBBY, za promocijo branja in mladinske književnosti, 2023
- Nagrada desetnica, za delo Jutri bom siten kot pes, 2024

### Nominacije
- 2011 : za nagrado modra ptica, za roman Kava pri dišečem jasminu,
- 2013 : za nagrado večernica, za mladinsko delo Kakšno drevo zraste iz mačka,
- 2014 : za nagrado desetnica, za mladinsko delo Kakšno drevo zraste iz mačka,
- 2015 : za nagrado desetnica, za mladinsko delo Enajstnik,
- 2016 : za nagrado večernica, za mladinsko delo Kdo je danes glavni,
- 2017 : za nagrado desetnica, za mladinski roman Lica kot češnje,
- 2017 : za nagrado večernica, za mladinski roman Avtobus ob treh,
- 2018 : za nagrado desetnica, za delo Kdo je danes glavni,
- 2019 : za nagrado desetnica in za Levstikovo nagrado, za delo Nisem smrklja.
- 2021 : za nagrado desetnica, za delo Gremo mi v tri krasne
- 2022: za nagrado desetnica, za delo Tronci
- 2022: za nagrado večernica, za delo Tronci